# Китинг, Брайан
Брайан Китинг (англ. Brian Keating; род. 1971) — американский астрофизик. Ведущий профессор физики в Центре астрофизики и космических наук на физическом факультете Калифорнийского университета в Сан-Диего.

## Образование
Получил степень бакалавра в Университете Case Western Reserve, степень магистра в Университете Брауна в 1995 году и степень доктора философии там же в 2000 году. Был докторантом в Стэнфорде и научным сотрудником в Калифорнийском технологическом институте.

## Исследовательская работа
Область исследований Китинга — изучение реликтового излучения и его связи с происхождением и развитием Вселенной. В 2001 году инициировал первую программу наблюдений реликтового излучения в B-режиме (CMB), известную как BICEP; аппаратура наблюдения располагалась на Южном полюсе. В 2014 году в результате последующей программы BICEP-2 было обнаружено подтверждение существования B-режимов. Результаты, полученные группой BICEP-2, были отмечены премией NASA. Китинг также является одним из двух главных исследователей проекта Simons Array, — эксперимента по космической микроволновой фоновой поляриметрии. Аппаратура эксперимента состоит из трех приемников типа POLARBEAR, расположенных в обсерватории имени Джеймса Экса в пустыне Атакама в Чили. Этот проект является продолжением эксперимента POLARBEAR, в результате которого были измерены B-режимы в 2014 году. В 2016 году Китинг стал директором
обсерватории Симонс по изучению микроволнового фона. Обсерватория расположена вблизи телескопов Simons Array и
АСТ в северной части Чили. Проект получил финансирование фонда Хайзинга-Симонса на общую сумму около $80 млн долларов США, включая 20 млн долларов на расходы по эксплуатации, которая начнется в 2022 году.

## Нобелевская премия
В 2018 Китинг опубликовал книгу Losing the Nobel Prize. В ней описываются проекты BICEP и BICEP-2, целью которых была фиксация поляризации реликтового излучения после Большого взрыва. Данные BICEP-2 показали сильную поляризацию, причиной которой, как выяснилось позже, была межзвездная пыль. В книге Китинг утверждает, что Нобелевские премии в области науки отошли от первоначального замысла Альфреда Нобеля и могут препятствовать научному прогрессу, создавая ненужную, а иногда и разрушительную конкуренцию, ограничивая число лауреатов только тремя людьми. Китинг указывает также, что процесс присуждения Нобелевских премий несправедлив по отношению к женщинам и молодым ученым.
В 2019 году книга была издана по-русски.

## Награды
- 2001: избран научным сотрудником Национального научного фонда астрономии и астрофизики[18]
- 2005: получил награду NSF CAREER за BICEP[19] .
- 2006 : президентская премия за научную и инженерную деятельность от Национального научного фонда[20] .
- 2010: в составе коллектива BICEP2 получил награду NASA Group Achievement Award 2010[21] .
- 2014: получил Космологическую премию Бухальтера.[22]
- Является членом Американского физического общества[23] и почетным членом Национального общества чернокожих физиков[24] .